# Brťoví
Brťoví (německy Beuten) je malá vesnice, část obce Prosetín v okrese Žďár nad Sázavou. Nachází se asi 2 km na severozápad od Prosetína. V roce 2009 zde bylo evidováno 34 adres. V roce 2001 zde trvale žilo 85 obyvatel.
Brťoví je také název katastrálního území o rozloze 3,7 km2.